# 赫穆斯峰

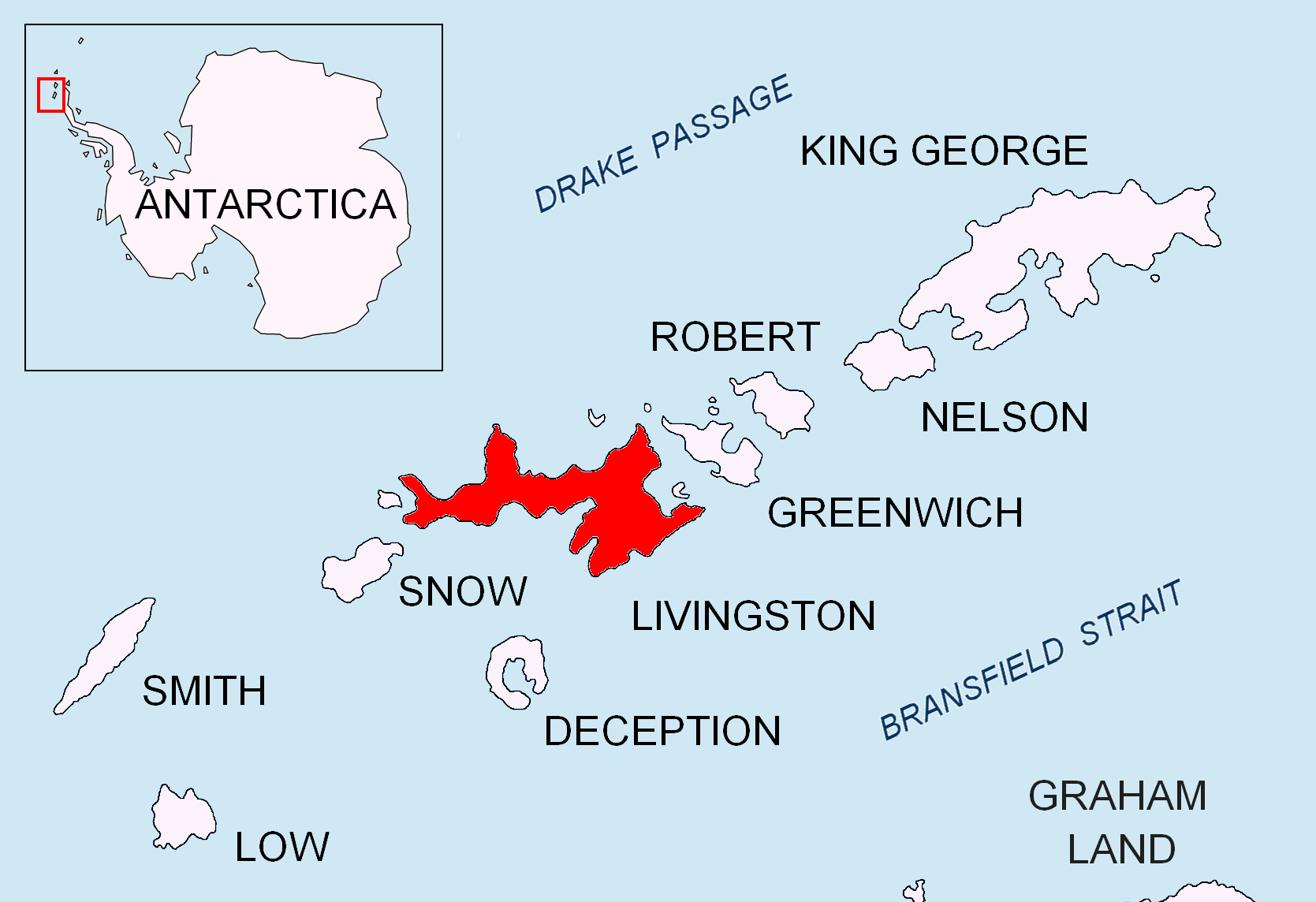

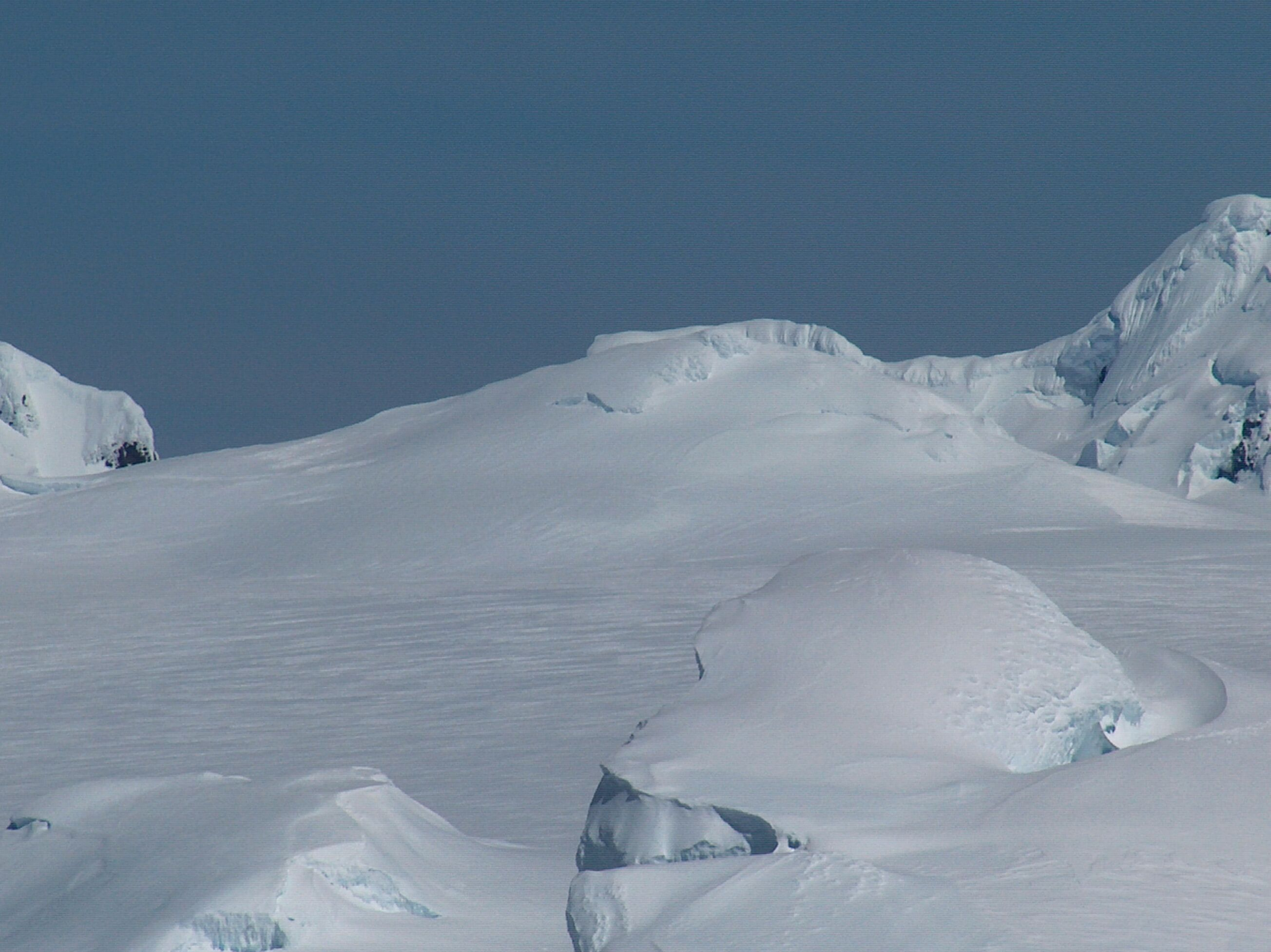

赫穆斯峰（英語：Hemus Peak）是南極洲的山峰，位於南設得蘭群島的利文斯頓島東部，屬於鮑爾斯嶺的一部分，海拔高度636米，處於鮑爾斯山西北面1.51公里、賴納克尼亞金亞峰西北面0.8公里、奇爾潘峰東北面1.01公里。

## 外部連結
- Composite Antarctic Gazetteer （页面存档备份，存于）.

62°36′22″S 60°13′14″W / 62.60611°S 60.22056°W